# 手风琴

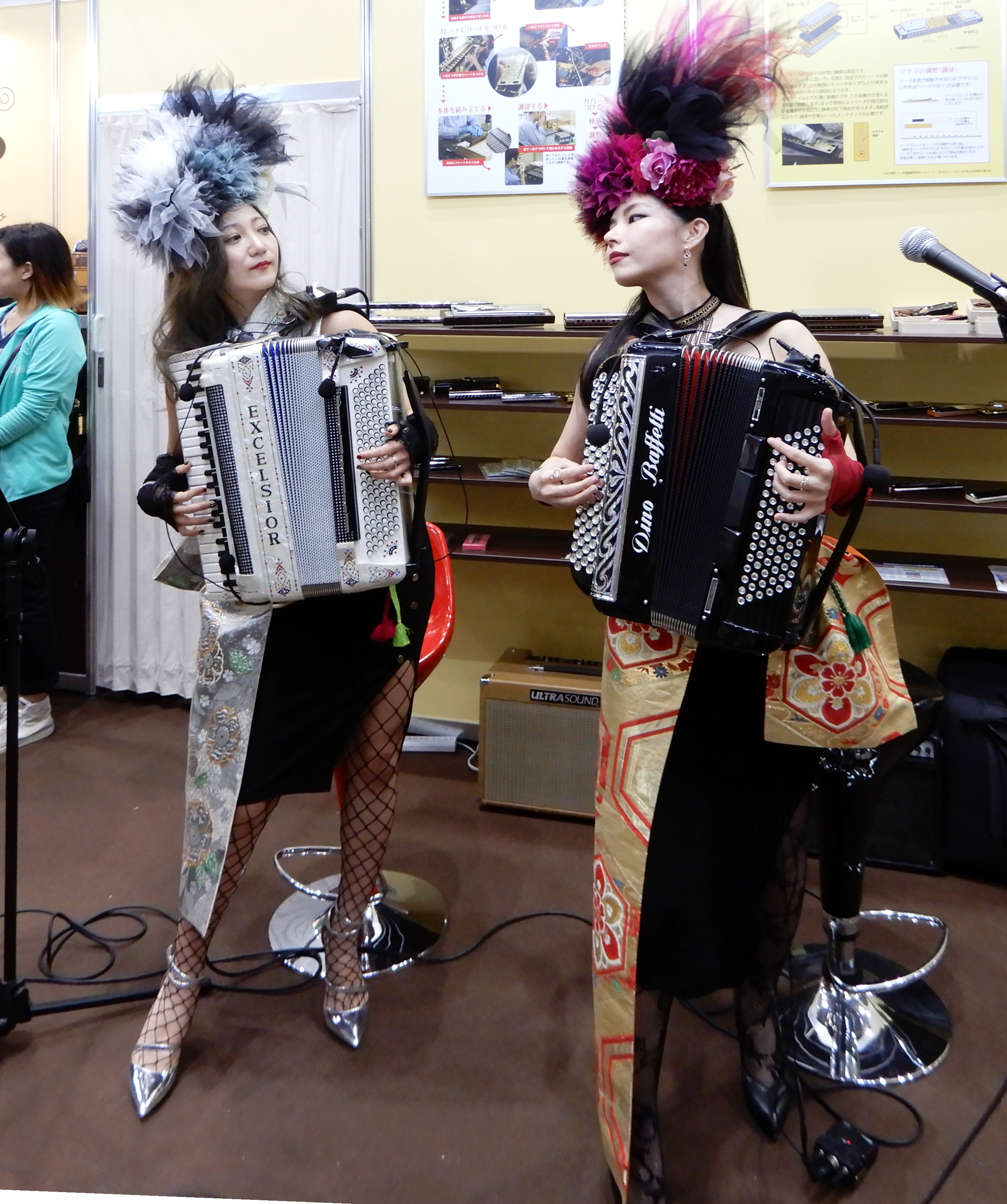
钢琴式手风琴和键钮式手风琴

手风琴是一件附有鍵盤的自由簧樂器。其主要特點為在同一件樂器中集成可演奏主旋律的鍵盤以及可演奏通奏低音的鍵鈕，前者通常設置在右手位置，後者則設在左手邊。
演奏時通过中央部份的左右伸縮，以引入氣流顫動琴內的簧片發聲。其在1822年由德国人布希曼（Friedrich Ludwig Buschmann）创制，并在1829年经奥地利人岱密安（Cyrill Demian）等改良而渐趋完善。

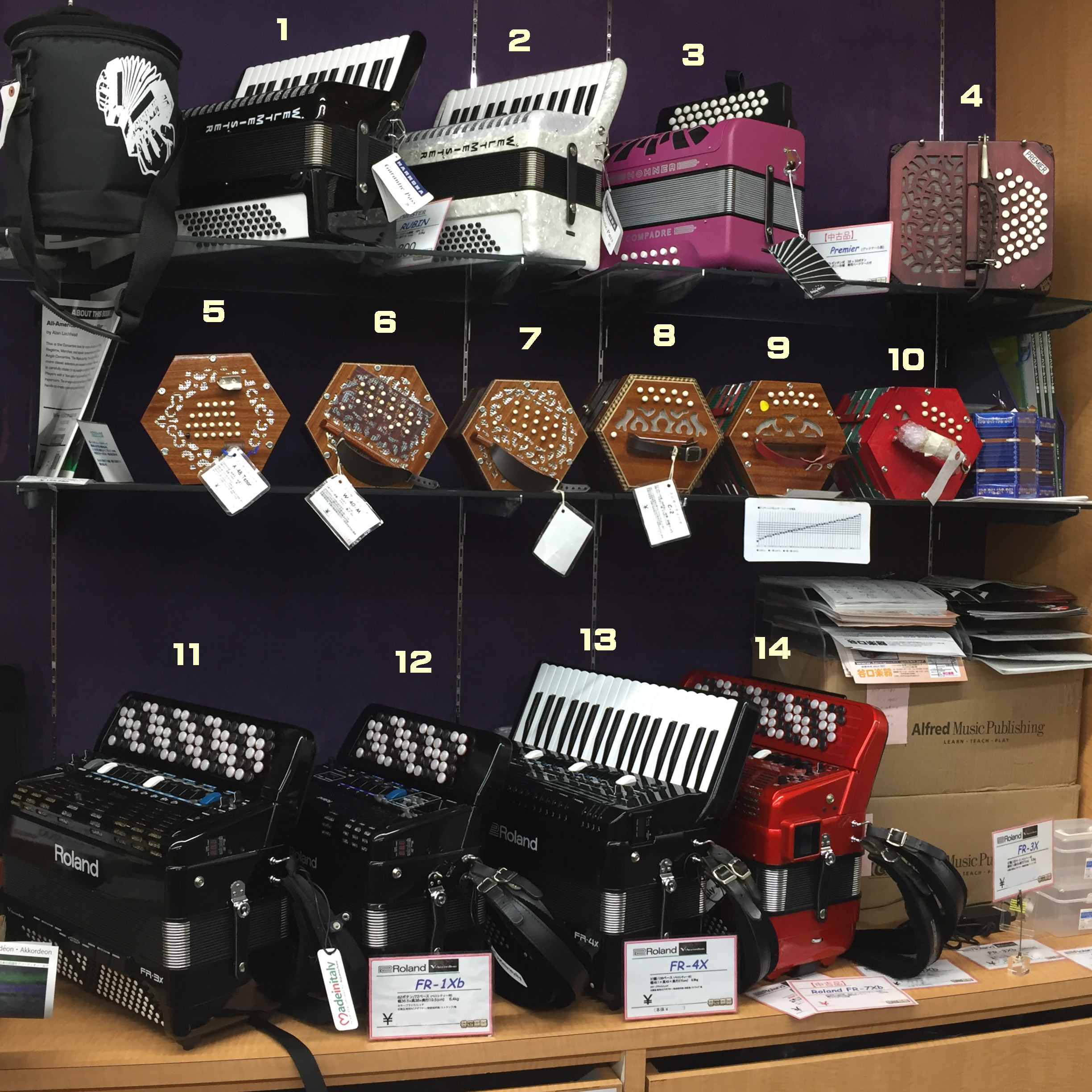
手风琴的不同種類
钢琴式手风琴･･･1,2,13
推拉不同音键钮式手风琴･･･3
推拉同音键钮式手风琴･･･11,12,14
数字式手风琴(樂蘭)･･･11,12,13,14
班东尼琴･･･4
英格兰六角手风琴･･･5
盎格鲁六角手风琴･･･6,7,8,9,10

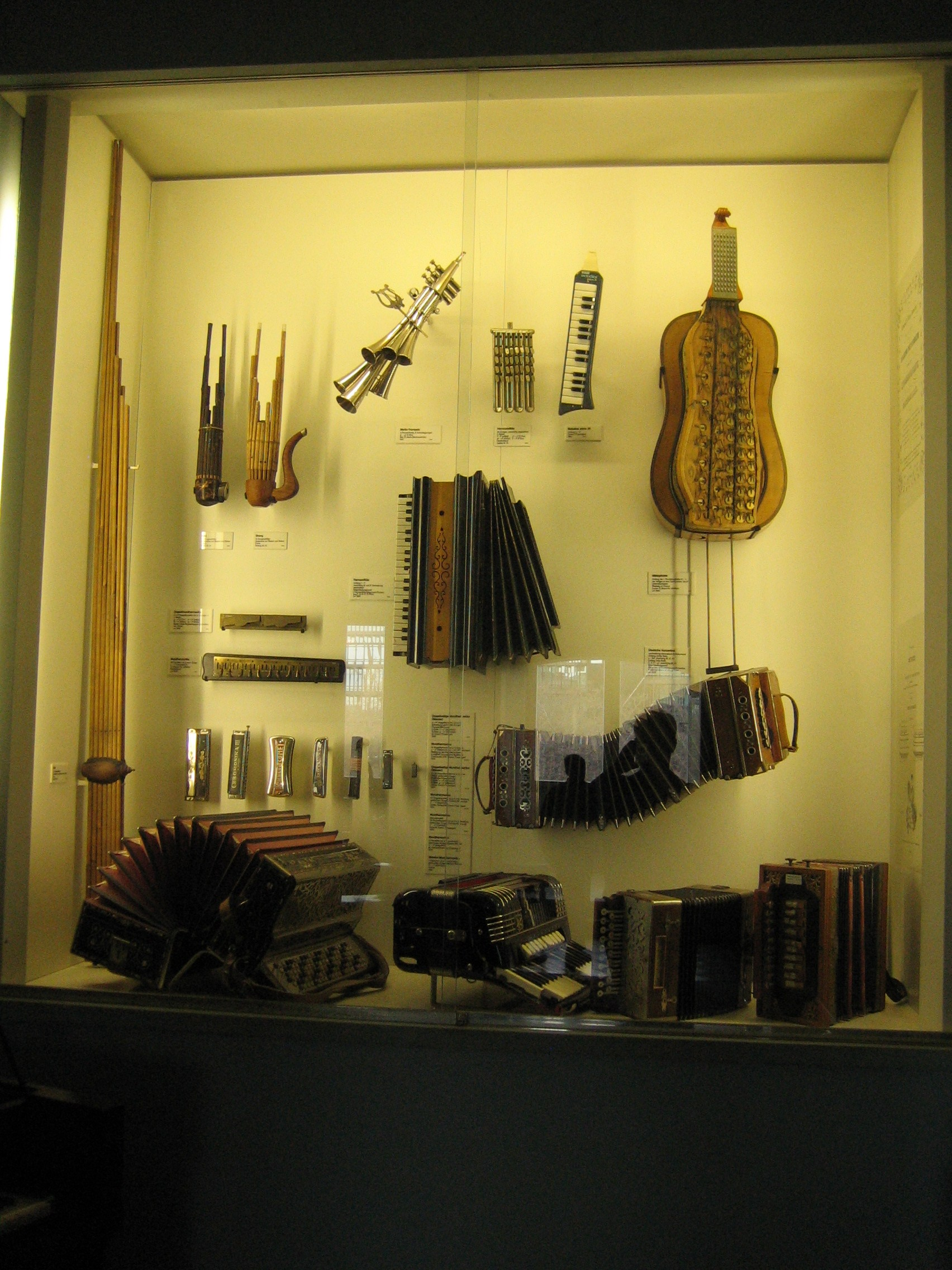
笙。德国博物馆的展示。
兩種不同系統的手风琴
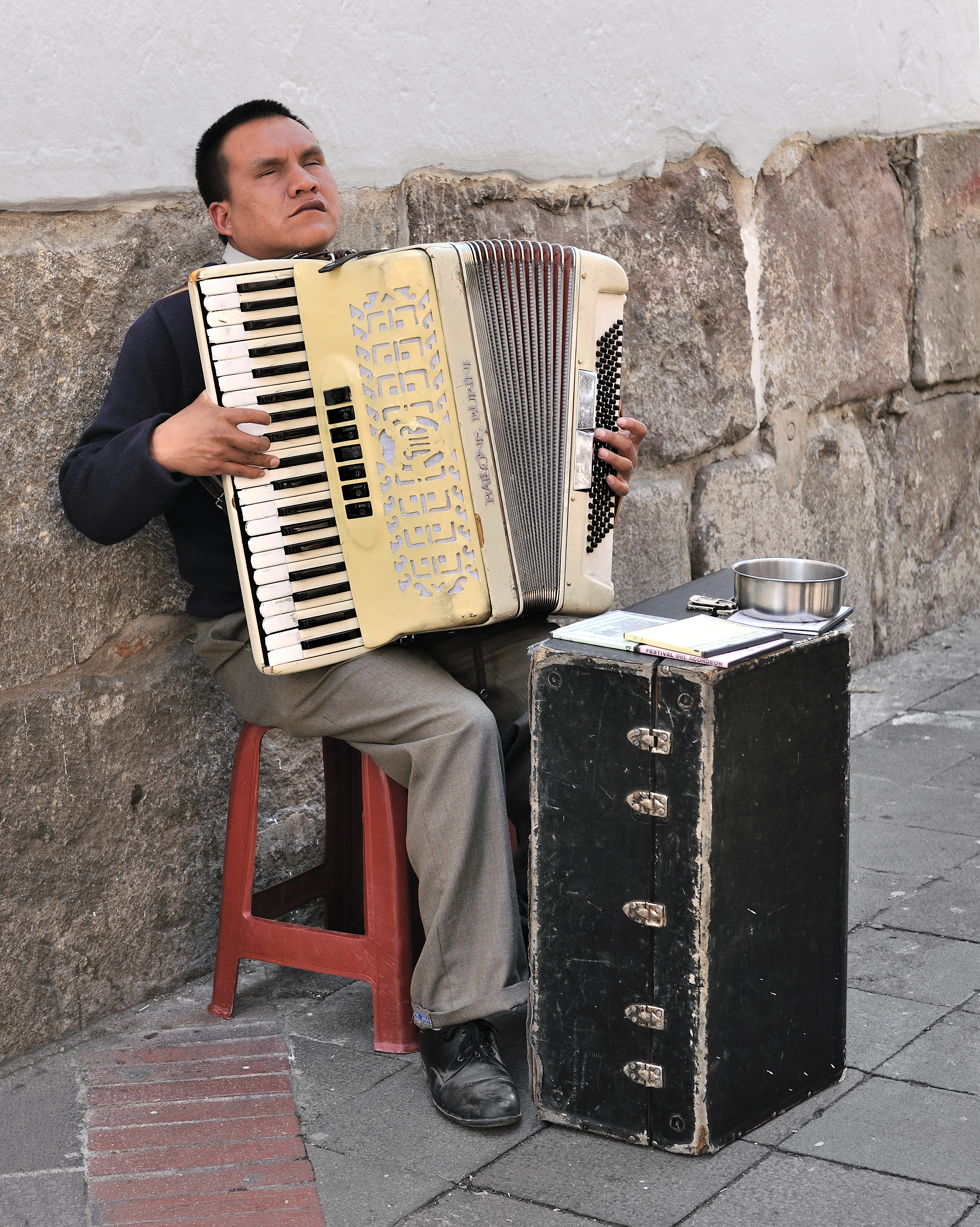
街头手风琴演奏者，拍摄于厄瓜多尔基多历史悠久的中心区的一条街道。